# Вареник Гаврило
Гаврило Вареник (нар.? — пом. після 1828) — значковий товариш, служив у Чорноморському, Усть-Дунайському Буджацькому та Дунайському козацьких військах.

## Життєпис
Деякий час перебував у Задунайській Січі. Був одним з тих задунайських старшин, які вели переговори з російським командуванням про створення Усть-Дунайського Буджацького козацького війська і вийшли із-за Дунаю відразу після його офіційного затвердження.
Активно агітував задунайців переходити в новостворене формування, в результаті чого сотні козаків із турецької Браїли перейшли на російський бік.
Після ліквідації війська в середині 1807 р. багато усть-дунайців відмовились переселятись на Кубань або втікати до турецьких запорожців й через Г.Вареника та Д.Чорнобая вимагали оселення в придунайських степах і надання їм привілеїв.
Після 1812 р., зацікавлений у швидкому заселенні новоприєднаного району, уряд офіційно дозволив усть-дунайцям селитися в Придунайських степах. Організація поселення покладалась на колишніх старшин — полкового осавула Р.Согутчевського і значкового товариша Г.Вареника, які одержали право збирати козаків з усього краю.
У 1820 р. Гаврило Вареник разом з родиною оселився в урочищі Акмангит.
1828 р. його старший син Георгій був зарахований в піший полк Дунайського козацького війська.

## Цікаві факти
- У 1817 р. на заклик отаманів Д.Новицького і Д.Добровольського з-за Дунаю в межі Російської імперії вийшло 670 осіб. Намісник Бессарабської області Бахметьєв клопотався в Петербурзі дістати права колоністів для нових переселенців. Але 18 жовтня 1817 р. депутати 125 родин цих запорожців із села Дракуля Кілійської округи пишуть, що всіх прав вони не одержали. Значковий товариш Гаврило Вареник, осавул Роман Согутчевський та отамани Новицький і Добровольський пишуть до Бахметьєва: «Изъ за Дуная реки Турецкаго владенія Запорожской Сечи отаманы и козаки, по нашому старанію и приглашенію, въ немаломъ числе имеют желаніе совместно находиться. Оставшіеся за Дунаемъ, когда услышатъ, что будетъ отведена земля, то по уведомленію и переговорам съ нами турецкіе Запорожцы желательны они все выйти». Хоча Бахметьєв і оголосив наказ Олександра І вважати права поселенців із-за Дунаю за рівні із правами колоністів, але нещира політика російського уряду призупинила еміграційний рух.[6]